# Козелл-Поклевский, Винцент
Винцент Ко́зелл-Покле́вский (бел. Вінцэнт Ко́зел-Пакле́ўскі; пол. Wincenty Koziełł-Poklewski; 1837, Большой Сервечь, Минская губ. —   16 (28) мая 1863 года, д. Владыки, Вилейский уезд) — штабс-капитан русской армии, в мае 1863 года командующий всеми повстанческими формированиями Вилейского уезда во время Восстания 1863 — 1864 годов.

## Биография
Родился в семье либерального помещика Яна Наполеона Козелл-Поклевского и Юзефы Таленсдорф. Брат Яна Козелл-Поклевского и Иосифа Козелл-Поклевского.
В 1852 году поступил в кадетский корпус в Санкт-Петербурге, который окончил в 1856 году.
Затем учился в Военно-инженерной академии вместе с братом Яном. Во время учебы познакомился с Ярославом Домбровским и Сигизмундом Сераковским.
В 1858 году окончил Академию и был направлен для прохождения службы в Вильно.
В 1859 году переведен в Свеаборг (Великое княжество Финляндское), где служил военным инженером.
В 1860 году покидает службу в звании штабс-капитана.

## Восстание

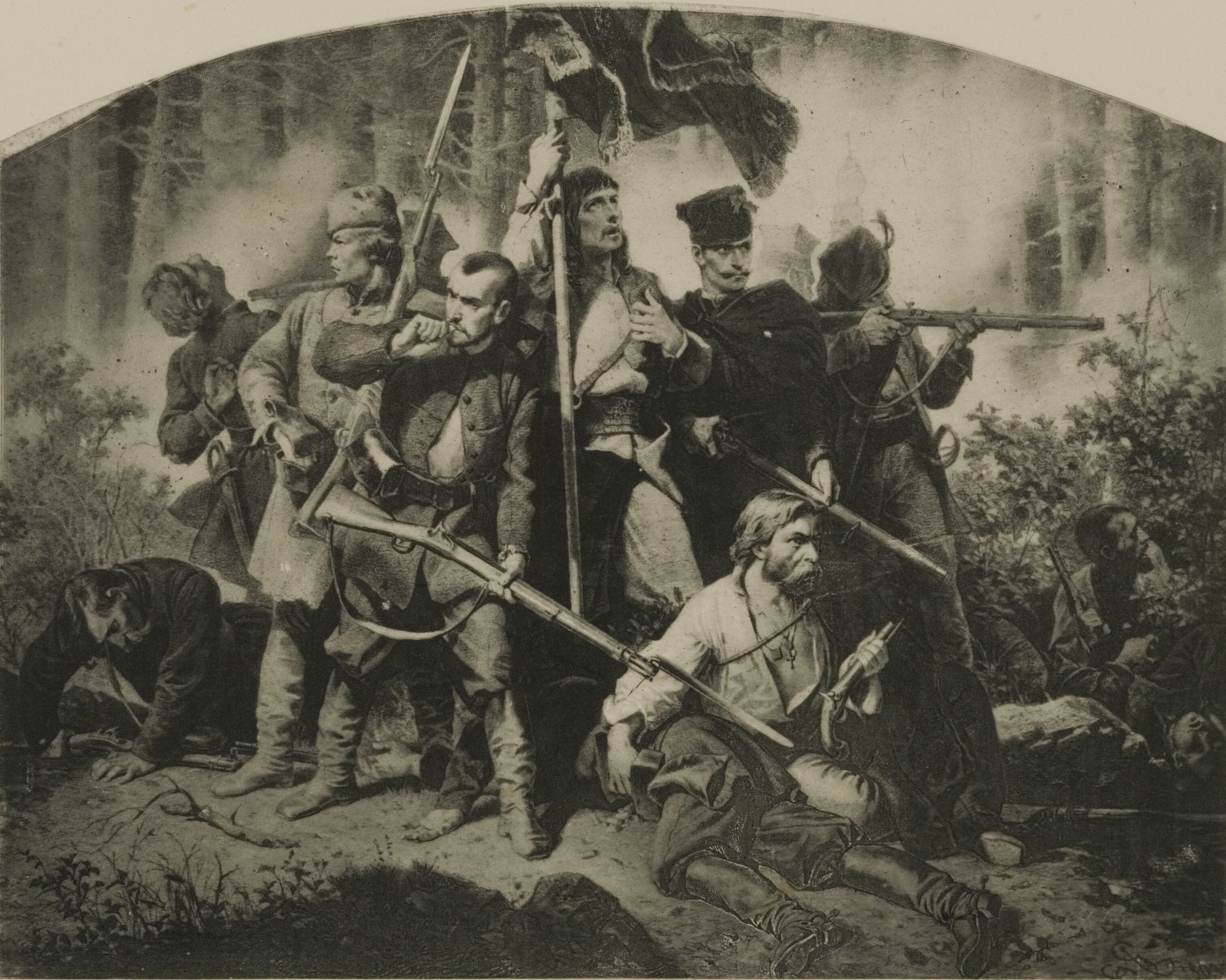
А. Гротгер. Битва повстанцев

В начале 1861 по поручению Людвига Звеждовского направляется в Познань для установления контактов с местными патриотами.
В марте 1861 года Винцент возвращается в Вилейский уезд, где создает повстанческую организацию.
В январе 1863 года назначен военным руководителем восстания в Вилейском уезде. Согласно воспоминаниям участника тех событий на Минщине В.Кощица, благодаря Винценту Козелл-Поклевскому, повстанческая организация в Вилейском уезде была гораздо лучше, чем в большинстве уездов Минской губернии.
В начале мая 1863 он создал и возглавил повстанческий отряд, который насчитывал по разным оценкам от 200 до 300 человек.
16 (28) мая 1863 года Винцент Козелл-Поклевский погиб в сражении с царскими войсками возле деревни Владыки. Вместе с ним погибли еще от 58 до 110 мятежников — большая часть его отряда еще от 13 до 25 попали в плен.
Повстанческая публицистика ставила Винцента Козелл-Поклевского на один уровень с руководителем лидских повстанцев Людвиком Нарбуттом и называла «Литовским Леонидом» (по аналогии со спартанским царем Леонидом, героем Фермопильского сражения).
Предание гласит, что его последние слова были: «Не мы, так наши кости обретут свободу».

## Место захоронения
Винцент Козелл-Поклевский был захоронен в братской могиле возле деревни Владыки вместе с другими повстанцами.
Вместе с тем существуют сведения, что его отец тайно перезахоронил тело Винцента и его младшего брата Михаила, который также погиб в бою возле деревни Владыки, в родовом имении Сервечь возле костёла.
Костёл в начале 1950-х был разобран и перевезён в деревню Давыдки для строительства клуба.
В настоящее время на месте бывшего костёла в Сервачи находится небольшой холм с металлическим крестом. Первый крест был установлен в 1933 году.